# Sisești
Sisești è un comune della Romania di 3010 abitanti, ubicato nel distretto di Mehedinți, nella regione storica dell'Oltenia.
Il comune è formato dall'unione di 6 villaggi: Cărămidaru, Ciovârnășani, Cocorova, Crăguești, Noapteșa, Sisești.